# Charbel Farhat
Charbel Farhat ist ein US-amerikanischer Ingenieurwissenschaftler.
Farhat erwarb sein Ingenieursdiplom 1983 an der École Centrale des Arts et Manufactures und weitere Diplome an der Universität Paris VI und 1984 (Strukturmechanik) und 1986 (Elektrotechnik und Informatik) an der University of California, Berkeley, an der er 1986 in Bauingenieurwesen promoviert wurde. 1987 wurde er Assistant Professor, 1990 Associate Professor und 1995 Professor für Flugzeugbau an der University of Colorado in Boulder. 1996 bis 2004 war er dort Direktor des Center for Aerospace Structures.
Er ist seit 2004 Professor für Maschinenbau und Flugzeugtechnik (Vivian Church Hoff Professor) an der Stanford University und seit 2009 Chairman der Abteilung Aeronautik und Astronautik. Außerdem ist er seit 2007 Direktor des  Army High Performance Computing Research Center und seit 2014 des King Abdullah City of Science and Technology Center of Excellence for Aeronautics and Astronautics in Stanford. 
Farhat entwickelt mit seiner Gruppe fortgeschrittene mathematische Modelle, Algorithmen und Software für Hochleistungscomputer (Parallelrechner) zum Entwurf, der Simulation und der Analyse komplexer Systeme in Luftfahrt, Marine, Raumfahrt und Maschinenbau. Beispiele sind schlagende Flügel für Micro Air Vehicles, Flügel mit hoher Streckung (Aspect Ratio) für zukünftige Flugzeuggenerationen (N + 3 Projekt der NASA), Abbremsung von künftigen Mars-Landemissionen aus Überschallgeschwindigkeit.
Er ist Entwickler der Finite Element Tearing and Interconnecting (FETI) zur Implementierung der Finite Elemente Methode auf massiven Parallelrechnern. Das von ihm und Kollegen eingeführte Konzept des Discrete Geometric Conservation Law (DGCL) für numerische hydrodynamische Berechnungen auf beweglichen Gittern fand in verschiedene Software für nichtlineare Aeroelastizität Eingang, zum Beispiel für Formel 1 Autos oder Analyse von Flügelschwingungen bei Studien für Geschäftsflugzeuge im Überschallbereich. 
1997 erhielt er den Sidney Fernbach Award. Er ist Mitglied der National Academy of Engineering (2013), der Royal Academy of Engineering und der Libanesischen Akademie der Wissenschaften (2017). Farhat ist Ehrendoktor der École Normale Supérieure Paris-Saclay und der École Centrale de Nantes und Ritter des Ordens der Palmes Académiques. 2017 erhielt er die Spirit of St. Louis Medal der American Society of Mechanical Engineers (Flugzeug-Sparte), den Ashley Award for Aeroelasticity des American Institute of Aeronautics and Astronautics und den großen Preis der Japan Society for Computational Engineering and Science. Außerdem erhielt er die Gauss-Newton Medal der IACM. Er gehört zu den ISI hochzitierten Ingenieurwissenschaftlern.
Er ist Chefherausgeber des International Journal for Numerical Methods in Engineering.
Seit 2015 ist er im wissenschaftlichen Beratungsgremium der US Air Force (SAB).

## Schriften (Auswahl)
- A simple and efficient automatic FEM domain decomposer, Computers & Structures, Band 28, 1988, S. 579–602
- mit F. X. Roux: A method of finite element tearing and interconnecting and its parallel solution algorithm, International Journal for Numerical Methods in Engineering, Band  32, 1991, S. 1205–1227
- Implicit parallel processing in structural mechanics, Comp. Mech. Advances, Band 2,  1994, S. 1–124
- mit S. Piperno, B. Larrouturou: Partitioned procedures for the transient solution of coupled aroelastic problems Part I: Model problem, theory and two-dimensional application, Computer methods in applied mechanics and engineering, Band 124, 1995, S. 79–112
- mit M. Lesoinne: Geometric conservation laws for flow problems with moving boundaries and deformable meshes, and their impact on aeroelastic computations, Computer methods in applied mechanics and engineering, Band 134, 1996, S. 71–90
- mit M. Lesoinne, P. Le Tallec: Load and motion transfer algorithms for fluid/structure interaction problems with non-matching discrete interfaces: Momentum and energy conservation, optimal discretization and application to aeroelasticity, Computer methods in applied mechanics and engineering, Band 157, 1998, S. 95–114
- mit M. Lesoinne, P. Le Tallec, K. Pierson, D. Rixen: FETI-DP: a dual–primal unified FETI method—part I: A faster alternative to the two-level FETI method, International journal for numerical methods in engineering, Band 50, 2001, S. 1523–1544
- mit C. A. Felippa, K. C. Park: Partitioned analysis of coupled mechanical systems, Computer methods in applied mechanics and engineering, Band 190, 2001, S. 3247–3270